# ヘヴィー・ローテーション
ヘヴィー・ローテーションは、短い期間に何度も同じものを繰り返すこと。特に、ラジオ局などが、推薦曲を繰り返し放送すること。こちらは楽曲以外についても使う用語であり、「
気に入った服は、普段着にも、パーティードレスにも、(中略）...にもなり、ヘビーローテーションでフル稼動。」などと使う。基本的には、激しいローテーション（回転）、という意味。短縮形はヘビロテ。

## 概要
日本で最初に明示して導入したのは1989年に開局したFM802。日本のラジオ局にはそれまでも「今週の歌」「今月の歌」のような企画は存在していたが、FM802はアメリカのFM局で採用されていた制度を採り入れ、ヘビーローテーションとして開始した。FM802発のヒットであることが明確にわかるような、新人アーティストの曲やテレビドラマ・CMのタイアップがないような曲を選曲することがこの企画の方針であり、選ばれた曲は全ての番組で一日に何度も放送された。もともと開局前から業界内で注目を集めていたFM802は後発FM局でありながら商業的にも成功を収めたため、後にこの手法が一気に国内FM局に拡がる結果となる。なお、音楽をさほど重視しないコミュニティFM局やAM局では特に設けない場合もある。
音楽の選曲委員（主にラジオ局のスタッフ、パーソナリティ）などが選曲するタイプと、レコード会社が宣伝の一環としてラジオ局に宣伝料を支払い演奏させるタイプに分かれる。JFN各局の場合、ミニ番組（5分間）として放送するほか、自社番組内で放送する場合が多い。JFL局や独立局の場合もコーナーを設けることがある。
また独立コーナーばかりでなく、下記のようなパターンでも放送される。
- 帯ワイドにおける番組と番組の繋ぎの中で流される（首都圏などでは顕著で、「それでは一曲お聴きください」と前置きを置いて流したり、文化放送のA&Gのように、SE（効果音）を挟んで流すことも）
- アーティストがゲストとして呼ばれた番組の中
- DJやパーソナリティが「今話題になっている曲」として（はっきりヘビーローテーションとは銘打たずにそれとなく）流す

一方で、FM AICHIのように一楽曲ではなくアルバムごとで指定する局も存在する。
特殊なケースとして宇多田ヒカルのアルバム『Fantôme』収録曲『道』が2016年9月14日より当時存在した民放ラジオ全101局でヘビーローテーションされた。

## 局別タイトル[要出典]?

### FM局（JFN系列）
- AIR-G' - POWER PLAY、BRAND-NEW SONG（ミニ番組で1週間オンエア）
- FM青森 - Monthly On Air
- FM岩手 - レピュテーション・カッツ（2019年3月まで。4月以降はパワープレイ）
- Date fm - MEGA PLAY
- FM秋田 - MONTHLY SELECTION
- Rhythm Station - Power Push!（2021年3月までマンスリー・ハイパープレイ）
- ふくしまFM - Prime Music
- RADIO BERRY - B-HOT!（開局より2003年3月まで「BERRY BOMB!」）
- FMぐんま - POWER PLAY、G Selection（地元ゆかりのミュージシャン対象）
- TOKYO FM - TOKYO FM Brand-new song、Fire Push（「RADIO DRAGON」内。2010年4月 -2014年4月。改編のため自然消滅。 ）、LOVE TRAXX（「ONCE」「DIARY」内。ラブソングのみ対象。2009年から2010年3月まで）、スカレコ〜社員のうた〜（「Skyrocket Company」内、2013年4月 - ）
- FM長野 - POWER PLAY、HOT TUNE
- K-MIX - （2019年3月までK-MIXメガプッシュトラックを設定していたが、現在は廃止。）
- FMとやま - MUSIC POWER PLAY
- HELLO FIVE - ミュージック・ピックアップ、ミュージック・ネクサス
- FM福井 - Heavy Rotation
- FM AICHI - （2020年3月までFM AICHI POWER PLAYを設定していたが、現在は廃止。）
- FM GIFU - G-POWERPLAY
- e-radio - HotStuff
- FM大阪 - POWER PLAY、E∞Tracks
- Kiss FM KOBE - HOTRAXX（ホットラックス）
- V-air - V-air ツキ押し J.P.、V-air ツキ押し W.P.
- FM岡山 - SLAP SHOT
- HFM - 山本将輝のPOWER PUSH / 安広修平のPOWER PUSH（「#PUSH」DJの山本将輝と安広修平が1曲ずつセレクト）
  - 2005年9月までは「押し倒し」→「キムラミチタのVibe ON! MUSIC」が始まった2005年10月～2018年3月までは「ヴァイブオンジャパン≪邦楽≫、ヴァイブオンワールド≪洋楽≫」→2018年4月～2023年9月までは「HFM POWER PLAY」
- FM山口 - FMY PUSH ONE
- FMとくしま - SOUND WAVE
- FM香川 - プライムチューン
- FM愛媛 - JOEUマンスリーパワープレイ
- Hi Six - Hi-Six Monthly Power Play
- FM FUKUOKA - POWER PLAY、Check This Out!
- FM佐賀 - マンスリーループ、ハイパープレイ
- FM Nagasaki - SMILE CUTS
- エフエム・クマモト - POWER WAVE
- JOY FM - J's Time
- μFM - ブラン“ミュー”ソング、ハイパー・ブラン“ミュー”ソング
- FM沖縄 - ピックアップナンバー

### FM局（JFL・MegaNet・独立局）
- FM NORTH WAVE - MEGA PLAY、POWER PUSH
- J-WAVE - J-WAVE SONAR TRAX
- InterFM897 - Hot picks（2015年6月度までは76セカンドプレイ）
- Fm yokohama - PRIME CUTS
- BAYFM78 - BRAND NEW HOT LINE、JOGV-FM Powerplay、Midnight Powerplay
- NACK5 - NACK5 POWERPLAY、POWER SELECTION
- FM FUJI - SOUND LEAF、SOUND FOREST - 2008年6月度まではHOT SHOT AIRPLAYと呼称。翌7月度から3ヶ月間は休止していた。
- ZIP-FM - FIND OUT MONTHLY CLOSER
- α-STATION - HELLO!KYOTO POWER MUSIC、SMASH BREAK（邦楽）、SPLASH GROOVE（洋楽）
- FM802 - ヘビーローテーション
- FM COCOLO - Feature of the Month（2012年3月度まではハートビートセレクション）
- CROSS FM - ヘビーローテーション、レコメンドトラックス
- Love FM - Cool Cuts（月替わりの2曲）、Hot Spin（週代わりの2曲、番組の終わりにオンエアされる。）

### コミュニティFM局
- FMいるか - POWER PUSH 今月の応援SONG
- FMくしろ - パワープレイ
- FMわっぴ〜（エフエムわっかない） - PUSHソング
- FM JAGA（エフエムおびひろ） - ヘビーローテーション
- FM WING（おびひろ市民ラジオ） - 新譜丼（2009年3月まではパワープレイ）
- FMおたる - パワープレイ
- エフエムしろいし With-S - おすすめの曲
- RADIOワンダーストレージ FMドラマシティ - パワープレイ
- FMあばしり - パワープレイ
- fmいずみ（せんだい泉エフエム放送） - パワープレイナンバー
- エフエムたいはく - MUSIC SPLASH
- ACB（秋田コミュニティー放送） - ACB Power Tune
- FMぱるるん（水戸コミュニティ放送） - FMぱるるんパワープレイ
- FMひたち（えふえむひたち） - Music Hot Selection
- FMかしま - パワープレイ
- ラジオ高崎 - ウィークリーパワープレイ
- FM TARO（おおたコミュニティ放送） - Hot Power Spin!!
- REDS WAVE（CityFMさいたま）- Recommend Sounds
- FMふくろう - パワープレイ
- レインボータウンエフエム放送 - Rainbowtown Power Play
- FM世田谷 - リコメンデーション
- むさしのFM（エフエムむさしの） - ウィークリーパワープレイ
- かわさきFM（かわさき市民放送） - POWER PLAY
- レディオ湘南（藤沢エフエム放送） - マンスリーパワープレイ
- マリンFM（横浜マリンエフエム） - ピックアップソング
- FM KOFU - マンスリーミュージック
- FM KENTO（けんと放送） - POWER PUSH
- FMみょうこう - POWER PUSH HOUR
- FM76.3 FM-N1 - iMA音楽
- HARBOR STATION（敦賀FM放送） - ヘビーローテーション
- エフエムEGAO（エフエム岡崎） - POWER PUSH SONG
- MID-FM - HIGH POWER PLAY
- Heart FM - HEART BRAKERS HIGH POWER PLAY
- YES-fm（エフエムちゅうおう） - リコメンナンバ
- FMひらかた - 今月のパワープレイ
- FM GENKI（姫路シティFM21） - 推しソング
- BAN-BANラジオ - バンプレマンスリー
- FM79.0 Radio momo（岡山シティエフエム） - HOT SOUND（2016年頃までは今週の推薦曲）
- DARAZ FM（DARAZコミュニティ放送） - 夕刊DARAZ+ 今月の「これ、どげな？」
- しゅうなんFM - ヘビーローテーション
- FM815（エフエム高松コミュニティ放送） - 815マンスリーパワープレイ
- FREE WAVE（天神エフエム）（コミュニティ放送としては閉局し、LOVE FMを運営。） - HOT SPIN
- FM KITAQ（北九州シティエフエム） - KITAQ MUSIC LOVER
- NOAS FM（FMなかつ） - パワープッシュ
- FM791（熊本シティエフエム） - マンスリーフェイス
- Green Pocket（エフエム小国） - パワープレイ
- FRIENDS FM 762（鹿児島シティエフエム） - Fセレクション
- fm那覇 - POWER PUSH

### AM局
- TBSラジオ - 月推し、TBSラジオ推薦曲
- ニッポン放送 - ニッポン放送ミュージッククリップ、ニッポン放送今週の推薦曲、有楽町レコメンド（オールナイトニッポン中では「オールナイトニッポン・ディレクターズプッシュ」。紹介楽曲は同じ）
- 文化放送 - 文化放送プラスチューン（or 文化放送スーパープラスチューン）、ミュージックミニボックス、A&G TRIBALチェック（2015年2月までの旧称は「A&G Dream Push!」）、プラチナリッスン（リッスン? 〜Live 4 Life〜内）
- CBCラジオ - いっしょに歌お!CBCラジオ(関連イベントを開催する)、マンプレ（夜の時間帯限定）
- 東海ラジオ放送 - RUSH HOUR!
- ABCラジオ - ミューパライチ押しナンバー（2008年3月まで）、今月の応援曲（2017年まではもうすぐ夜明けが応援するこの一曲）、ミューパラ原石アーティスト（2021年4月以降）
- MBSラジオ - MBS PUSH OUT
- HBCラジオ - HBCラジオ今月の推薦曲
- STVラジオ - STVラジオ今月の推薦曲、ほっかいどう TURNING SONG（2021年新設。地元ゆかりのミュージシャン対象）
- IBC岩手放送 - IBCミュージックボックス
- 東北放送 - TBC イチオシパワープレイ
- 秋田放送 - ABSウィークリーレコメンド
- 山形放送 - ザ・ミュージック ウィークリーパワープレイ
- ラジオ福島 - パワープレイ de show
- LuckyFM - パワープレイ、Push!いばらき（地元ゆかりのミュージシャン対象）
- 栃木放送 - 栃木放送マンスリーパワープレイ、Monthly DELIPOP
- RFラジオ日本 - ラジオ日本パワーチューン
- 山梨放送 - 909 Weekly Tune
- 新潟放送 - ウィークリーチューン
- 信越放送 - パワープレイ
- 静岡放送 - SBSラジオ今月のいちおしクン
- 北日本放送 - でるラジ 今週のうた
- 北陸放送 - MROミュージックPower Box、音どけ
- ラジオ関西 - マンスリーピックアップソング
- RSKラジオ - OKAYAMA SOUND MAGAZINE パワープッシュ
- KBCラジオ - KBC MUSIC SPLASH
- 長崎放送 - NBCミューズハーツNEO
- 熊本放送 - RKKラジオ今月の推薦曲
- 宮崎放送 - MRTラジオパワープレイ 音楽魂
- 南日本放送 - 音楽委員会推薦曲、ジャンプアップミュージック
- NHKラジオ第1放送 - 国民歌謡（1936年 - 1941年）、われらのうた（1941年）、国民合唱（1941年 - 1945年）、ラジオ歌謡（1946年 - 1962年）、新ラジオ歌謡（1992年 - 2005年）、ユアソング（2005年 - 2019年）、みんなのうた（ほかのテレビ・ラジオ媒体でも放送）、ラジオ深夜便「深夜便のうた」

### 複数の放送局で行うもの
- FMQリーグ加盟局全8局(FMY、FM FUKUOKA、FMS、Air-Radio FM88、fm nagasaki、FMK、JOY FM、μfm) - FM Q League POWER PLAY（9月のみ）
- ラジオ関西、ABCラジオ、KBS京都、MBSラジオ、ラジオ大阪 - Monthly A Music（5局共同企画）
- TBSラジオ、文化放送、ニッポン放送、RFラジオ日本、NACK5、bayfm、FMヨコハマ - 首都圏ラジオ7局スーパープッシュ（2013年9月1日新設）
- ミュージックバード for コミュニティFM - Weekly Recommend

### 音楽専門チャンネル
- スペースシャワーTV - Power Push!（邦楽）、Power Push! INTERNATIONAL（洋楽）、―VIP（邦楽）、―VIP INTERNATIONAL（洋楽）、―WAVE（最新のビデオクリップを先行して放映）―it（短期間にヘヴィーローテーションするパワープレイ）
- MTVジャパン - アーティスト・オブ・ザ・マンス、バズクリップ（洋楽）、バズアジア（邦楽、アジア系）
- MUSIC ON! TV - M-ON! Recommend、M-ON! Rookie（新人アーティスト）

### 地上波テレビ局
- TBSテレビ - KAIUNパワープレイ
- フジテレビ - MONTHLY TUNE
- CBCテレビ - 超音楽
- ABCテレビ - GAKUON! ヘビーローテーション
- 長崎国際テレビ - Catch Up!

### その他
- MID.α STUDIO - MID.POWER PUSH